# Șoim sud-american
Șoimul sud-american (Buteogallus schistaceus) este o pasăre de pradă din familia Accipitridae, care Se găsește în pădurea amazoniană din Brazilia, Bolivia, Peru, Ecuador, Columbia, Venezuela și Guiana Franceză.

## Descriere
Este o pasăre de mărime medie spre mare, cu o lungime de aproximativ 40 cm. Are o culoare gri-ardeziu, cu benzi orizontale albe contrastante pe penele cozii. La baza ciocului are o structură ceroasă mare portocalie și ochi mari galbeni.

## Galerie

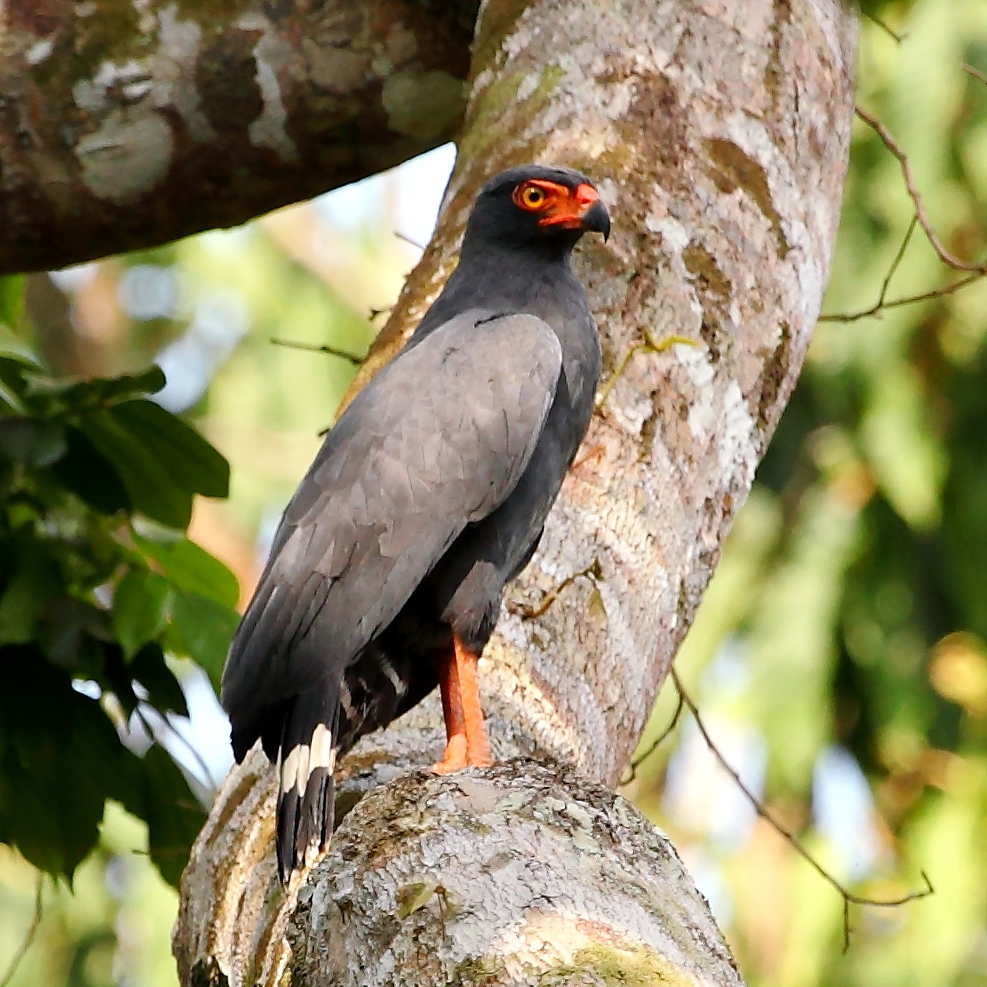
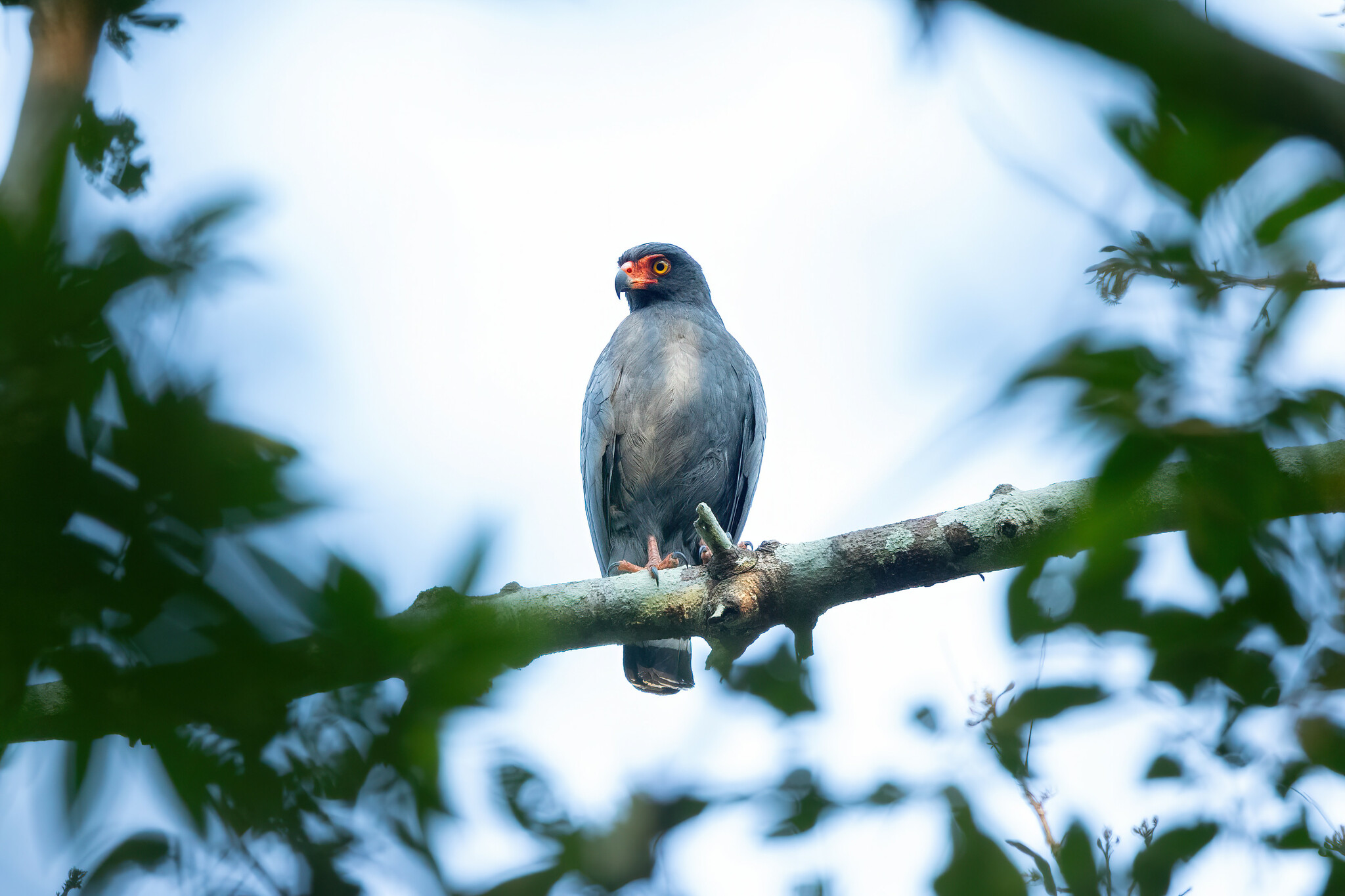